# Poeti georgiani
I Poeti georgiani erano, per definizione, quelli le cui opere apparvero in una serie di cinque antologie definite Poesia georgiana, pubblicate da Harold Monro e curate da Edward Marsh. Il primo volume conteneva poesie scritte nel 1911 e nel 1912.  Tra i poeti ricordiamo Edmund Blunden,  Rupert Brooke, Robert Graves, D. H. Lawrence, Walter de la Mare e Siegfried Sassoon.
Il periodo di pubblicazione si inseriva tra l'Età vittoriana, con il suo stretto classicismo, e il Modernismo, con il suo stridente rigetto dell'estetismo puro. Le caratteristiche comuni delle poesie in queste pubblicazioni erano romanticismo, sentimentalismo e edonismo.
Critici successivi hanno cercato di rivedere la definizione del termine come descrizione di uno stile poetico, includendo in tal modo alcuni nomi nuovi o escludendone alcuni dei vecchi.
Henry Newbolt, scrivendo nei primi anni '30 del XX secolo, stimò che c'erano almeno 1000 poeti britannici attivi; la gran parte di questi avrebbe potuto essere identificata come 'Georgiani', rendendo il loro numero pressoché incalcolabile.